# Medalha Gabor
A Medalha Gabor é uma medalha de prata entregue bianualmente (em anos ímpares) pela Real Sociedade de Londres, desde 1989.
No início, o prémio foi instituído para trabalho excecional em biologia, especialmente nos campos da engenharia genética e biologia molecular mas, de acordo com os desejos do seu patrono, o Prof. Dennis Gabor, poderá igualmente premiar outros campos em que Gabor tenha igualmente trabalhado. Atualmente, a medalha distingue o trabalho interdisciplinar entre a biologia e outros campos da ciência. A medalha é acompanhada por um prémio monetário de mil libras.
Uma questão importante para a Sociedade é que, sempre que possível, os prémios sejam atribuídos a cientistas no início ou meados da sua carreira.
| Ano  | Laureado              | Citação | Referência      |
| ---- | --------------------- | --- | --------------- |
| 1989 | Noreen Murray         | "em reconhecimento do seu trabalho pioneiro no campo da engenharia genética, em particular pelo desenvolvimento do sistema de bactriófagos lambda como um vector de clonagem para o qual podem ser incorporados fragmentos de DNA de mais de 5 quilobases em comprimentos" | [ 2 ]           |
| 1991 | Alan Fersht           | "em reconhecimento do seu trabalho pioneiro no uso de engenharia de proteínas para estudar estruruta proteíca e função de enzimas" | [ 3 ]           |
| 1993 | Charles Weissmann     | "em reconhecimento das suas muitas contribuições para a biologia molecular, incluindo as suas análises inovativas de colifago Q-beta pela introdução de métodos para fazer mutações específica para o sítio, e a clonagem e expressão de genes alfa-interferão em bactérias" | —               |
| 1995 | David Hopwood         | "em reconhecimento do seu pioneirismo e por liderar o campo em crescimento em genética de Streptomyces, e por desenvolver a programação do processo disseminado de síntese de policetídeos" | [ 4 ]           |
| 1997 | Kenneth Holmes        | "em reconhecimento dos seus feitos em biologia molecular, em particular a sua análise pioneira de estruturas biológicas e vírus, e o desenvolvimento do uso de radiação sincroton para experiências de difração de raios-X, agora uma técnica largamente usada não só em biologia molecular mas em física e ciência dos materiais" | [ 5 ]           |
| 1999 | Adrian Bird           | "em reconhecimento do seu trabalho pioneiro no estudo de mecanismos globais através dos quais a transcrição do genoma mamaliano é regulado e pela sua exploração da base molecular de mecanismos biológicos fundamentais, particularmente o desenvolvimento de modos de analisar padrões de metilação de DNA eucariótico usando endonucleases e a descoberta de e pesquisa continuada em uma nova classe de sequências de DNA encontradas em todos os vertebrados" | align=center\|— |
| 2001 | Azim Surani           | "em reconhecimento da sua descoberta de imprinting genómico em mamíferos, revelando a expressão de certos genes autossomais, de acordo com o progenitor de origem. Imprinting genómico teve profundas implicações para a genética humana e os padrões de herebitalidade de doenças humanas e a sua descoberta tem sido a epifania fundamental que mudou a maneira como pensamos sobre genética em mamíferos"                                                       | [ 6 ]           |
| 2003 | Jean Beggs            | "pela sua contribuição para o isolamento e manipulação de moléculas de DNA recombinante num organismos eucariótico, adicionando uma nova dimensão à biologia molecular e celular" | [ 7 ]           |
| 2005 | Lionel Crawford       | em reconhecimento do seu trabalho em pequenos virus de DNA tumorais, especificamente o grupo do virus papova, papilloma, polyoma e SV40 | —               |
| 2007 | Richard J. Roberts    | "pelas suas contribuições aclamadas internacionalmente para a descoberta de splicing de RNA e pelos seus estudos estruturais e genéticos que estenderam o âmbito de especificidade de restrição de sequência e modificação de enzimas" | —               |
| 2009 | Gregory Challis       | |                 |
| 2010 | Gideon Davies         | |                 |
| 2011 | Angela McLean         | "pelo seu trabalho fulcral na matemática de biologia populacional da imunidade." | —               |
| 2013 | Christofer Toumazou   | "pelo seu sucesso em aplicar tecnologia de semicondutores em aplicaçãos biomédicas e nas ciências da vida, mais recentemente em análise de DNA." | —               |
| 2015 | Benjamin David Simons | "pelo seu trabalho analisando linhagens de células estaminais em desenvolvimento, homeostase de tecidos e cancro" | —               |